# 伊号第四百二潜水艦
|              | |
| 艦歴         | |
| 計画         | 昭和18年度計画（改⑤計画）                                                                                                   |
| 起工         | 1943年10月20日 |
| 進水         | 1944年9月15日 |
| 就役         | 1945年7月24日 |
| その後       | 1946年4月1日撃沈処分 |
| 除籍         | 1945年11月30日 |
| 性能諸元     | |
| 排水量       | 基準：3,530 t（水上） 6,560 t（水中）                                                                                       |
| 全長         | 122m |
| 全幅         | 12m |
| 吃水         | 7.02m |
| 機関         | 艦本式22号10型ディーゼル4基2軸7,750馬力(5,843.5 kW) 電動機2基2,400馬力(1,788 kW)                                            |
| 最大速       | 速力：18.7kt （水上）6.5kt（水中）                                                                                          |
| 航続距離     | 37,500 浬（水上：14 kt） 60 浬（水中：3 kt）                                                                                |
| 安全潜行深度 | 100 m |
| 兵員         | 157名 |
| 兵装         | 40口径14cm単装砲 1門 25mm3連装機銃 3基9挺 25mm単装機銃1挺 533mm艦首魚雷発射管艦首 8門 魚雷20本搭載 四式一号一〇型射出機 1基 |
| 航空機       | 晴嵐 3機 |

伊号第四百二潜水艦（いごうだいよんひゃくにせんすいかん）は、第二次世界大戦中の大日本帝国海軍の潜水艦。伊四百型潜水艦の三番艦。

## 概要

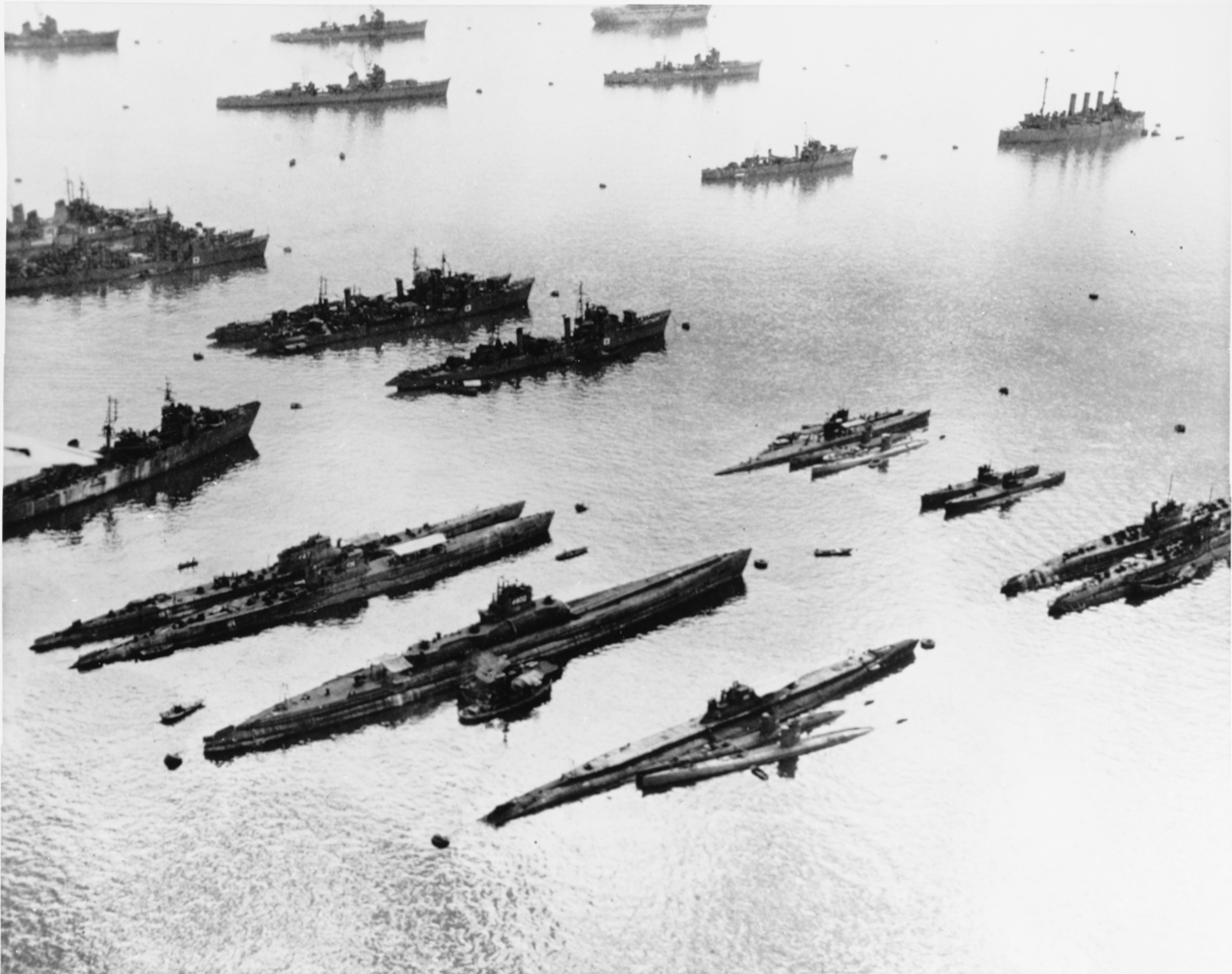
呉に集められた駆逐艦や潜水艦。下段中央に伊402。

第六三一海軍航空隊の晴嵐によるウルシー環礁特殊作戦「嵐作戦」に参加した姉妹艦2隻と違い、伊402は太平洋戦争で作戦に従事することはなかった。1945年（昭和20年）8月15日の日本降伏後、日本列島各地に連合軍が進駐した。その際に、本艦も接収された。
1946年（昭和21年）4月1日、五島列島沖で他の潜水艦23隻と共に処分される「ロードエンド作戦 Operation Roads end」に参加。作戦前、ロバート・M・グリフィン提督と幕僚が伊402と伊58を視察した。作戦開始後、アメリカ海軍の重巡「シカゴ」や指揮下の駆逐艦が艦砲射撃をおこない、日本潜水艦を標的艦として処分する。伊402は駆逐艦エヴァレット・F・ラーソンの砲撃により沈没した。
正確な沈没地点は長い間不明であったが2015年７月に船影を海上保安庁が、8月7日に日本テレビの報道番組真相報道バンキシャの取材チームが五島列島沖に沈む本艦と見られる格納筒を発見したという。
2017年9月7日、五島列島沖で沈没艦の調査をしていたラ・プロンジェ深海工学会が本艦及びその他の艦の艦種を特定したと発表した。これにより沈没地点が特定された。2017年現在は正立状態で沈んでいる。

## 艦歴
- 1943年（昭和18年）10月20日 - 佐世保海軍工廠で起工。
- 1944年（昭和19年）5月20日 - 「伊号第四百二潜水艦」と命名[1]。
  - 9月15日 - 進水。
- 1945年（昭和20年）7月頃 - 軽質油輸送用潜水艦に改造[18]。
  - 7月24日 - 竣工。連合艦隊・第六艦隊隷下の第一潜水隊に所属。
  - 8月11日 - 呉で爆撃をうけ損傷[注釈 2]。呉で整備中に敗戦を迎え、連合軍が本艦を撮影[19]。
  - 11月30日 - 除籍。
- 1946年（昭和21年）4月1日 - 長崎県五島列島北方の東シナ海でアメリカ軍の実艦標的として撃沈処分。
- 2015年（平成27年）8月7日 - 海上保安庁が同年7月に測量船「海洋」が伊号第四百二潜水艦と思われる沈没船を発見したと発表した[20][21][22][23][24][25][26]。
  - また、日本テレビ真相報道バンキシャの取材チームも「伊四百二潜水艦」と思われる構造物を発見している[27]。
- 2017年（平成29年）5月 - 音波探知機の調査により、存在および艦影がより明らかになる[28]。
  - 9月7日 - 沈没位置が特定される。

## 歴代艦長
※『艦長たちの軍艦史』443頁による。

### 艤装員長
1. 中村乙二 中佐：1945年3月15日 -

### 艦長
1. 中村乙二 中佐：1945年7月24日 -

## 同型艦
- 伊四百型潜水艦

伊400 - 伊401 - 伊402 - 伊404（未成）- 伊405（建造中止）